# واندرمن تامپسون
واندرمن تامپسون (به انگلیسی: Wunderman Thompson) آژانس ارتباطات بازاریابی جهانی مستقر در نیویورک، در سال ۲۰۱۸ از ادغام آژانس‌های جی والتر تامپسون و واندرمن تشکیل شد. این شرکت دارای ۲۰۰ دفتر در ۹۰ بازار است و بخشی از گروه تبلیغاتی بین‌المللی دبلیوپی‌پی است. در اکتبر ۲۰۲۳، WPP اعلام کرد که واندرمن تامپسون با VMLY&R ادغام خواهد شد.